# 雷·韋建士
韋文·哥連·韋健士，MBE（1956年9月14日—2018年4月4日）出生於英格蘭密德薩斯（Middlesex）的希靈登區，常被稱為「‘平頭裝’·韋健士」（"Butch" Wilkins），是一名前足球運動員，司職中場，在1980年代是英格蘭的中場領軍人物，曾效力車路士、曼徹斯特聯及AC米蘭等巨型班，退役後擔任教練及間中在電視任球評家。他是前白禮頓球員及領隊甸恩·韋健士（Dean Wilkins）的哥哥。

## 生平

### 早年
韋健士於1970年代以學徒球員身份加盟兒時擁戴的車路士，於1973年10月首次升上一隊上陣出戰诺里奇城。他的兄弟格拉咸（Graham）和史提芬（Stephen）亦於是時加盟車路士，但成就遠遠不及。韋健士在餘下球季間中獲派上陣，到翌年才奠定正選席位。
1975年車路士降級乙組，大將星散，年僅18歲的韋健士獲新任領隊艾迪·麦克克雷德（Eddie McCreadie）委任為球隊隊長，接替擔任多年隊長的朗·夏理士（Ron Harris），是球隊歷來最年輕的隊長。韋健士承擔大任，更於首年以12個入球成為球隊首席射手。於降級第二年領導一眾青年球員為主的車路士奪得乙組聯賽亞軍重返頂級聯賽，在這兩年韋健士出席了球隊的全部比賽，更連續兩年（1976年、1977年）獲選球隊年度最佳球員。升級甲組首季以第16位成功保級。韋健士年少有成，其微黑而俊朗的形象經常刊載在英國的少女雜誌上，大部份更成為大頁海報。但麦克克雷德的突然離隊對車路士是一個沉重打擊，球隊於1978/79年球季再次需要降級。財政緊絀的車路士隨即以82萬5,000英鎊將韋健士賣給曼聯，是當時車路士歷來收取最高的轉會費。
1976年韋健士獲徵召加入英格蘭代表隊，於5月28日美國之旅在紐約洋基體育場首次披甲迎戰意大利。往後十年韋健士成為國家隊不可缺少的主力球員。

### 黃金期
韋健士在曼徹斯特聯首季無甚建樹，其負面踢法一直為人詬病，往往寧願橫傳而不直線傳上鋒線，被球迷稱為「螃蟹」（The Crab，意即"橫行"）或「"平方球"·韋健士」（Squareball Wilkins，意即"橫傳"），本土錦標繼續離他遠去。 
但韋健士卻協助英格蘭晉級在意大利舉行的1980年歐洲國家盃決賽週，是英格蘭近10年首次闖進大型競賽的決賽週。在分組賽首場對比利時，韋健士射入一個美妙入球，上半場25分鐘他首先將球「笠」過比利時整條後防線，再自己追前取得皮球，因此擊破對方佈下的越位陷阱，再「笠」過出迎門將樸夫（Jean-Marie Pfaff）的頭頂直入網窩，為英格蘭先拔頭籌；但4分鐘後比利時由古利文斯（Jan Ceulemans）扳平1-1直到完場。最後英格蘭僅取得1勝1和1負於小組排第三位無緣出線。 
韋健士亦有參與英格蘭在1982年西班牙世界盃所有的比賽，英格蘭在分組初賽3戰全勝首名出線，在分組複賽與主辦國西班牙及老對手西德同組，英格蘭兩戰兩和，在整個比賽中未負一場而提早出局。
1983年5月21日曼聯晉級英格蘭足總盃決賽在溫布萊對白禮頓，下半場72分鐘韋健士在禁區外右方離門25碼以左腳「彎」入球門上角，為曼聯反超前2-1，這是他加盟三年來的首個入球；但頑強的白禮頓在完場前扳平2-2，經加時後再無增添紀錄而需重賽；曼聯在重賽大勝4-0，而韋健士亦贏得個人首面重要錦標冠軍獎牌。
世界盃後韋健士繼續在新任英格蘭教頭卜比·笠臣麾下擔當重任，在卜比·笠臣執教的首場比賽，於1982年9月22日對丹麥的1984年歐國盃外圍賽將隊長臂章交給韋健士，但英格蘭最終在外圍賽以1分之微不及丹麥而無緣晉級決賽週。當時韋健士亦是曼聯的隊長，但因一次面頰骨撞裂需養傷而被白賴仁·笠臣取代其在英格蘭隊及曼聯的雙重職務，而傷愈後韋健士的狀態下滑。
1984年夏季曼聯接納AC米蘭的150萬英鎊收購價，將韋健士賣到意甲。雖然韋健士與其家人很快適應意大利的生活，但他在AC米蘭未算成功，只曾協助球隊在1985年晉級意大利盃決賽，但以1-2不敵森多利亞而失落錦標。AC米蘭於1987年讓韋健士轉投法甲的巴黎聖日門。
在外流期間韋健士仍然是英格蘭的常規正選，入選1986年舉行的墨西哥世界盃決賽週大軍，在首場分組賽對葡萄牙上陣，但第二場對摩洛哥的比賽卻不能踢足90分鐘，於43分鐘因不滿球證的判決，將球擲向球證被罰紅牌驅逐離場，他是英格蘭歷來首名於世界盃決賽週被罰離場的球員。韋健士因而停賽兩場，但在1-2負於阿根廷的準決賽沒有被選派上陣。1986年11月12日對南斯拉夫第84次及最後一次代表國家隊上陣。韋健士共為英格蘭射入3球及10次擔任隊長之職。
在加盟巴黎聖日門僅4個月後，即以25萬英鎊轉投蘇超的格拉斯哥流浪，期間贏得蘇超聯賽冠軍及蘇格蘭聯賽盃各一次。
經歷長達10年的外流生活，韋健士及家人決定返回倫敦老家加盟昆士柏流浪，一直效力到1994年夏季，轉投另一支倫敦球隊，剛升級英超的水晶宮擔任球員兼教練。但不幸在首場比賽即折斷左腳，自此再沒有為水晶宮上陣。當韋健士康復後於1994年年尾接受邀請返回昆士柏流浪擔任球員兼領隊。
作為球員兼領隊，韋健士儘量減少上陣比賽，任教首年取得不俗的成績，昆士柏流浪在英超排第8位及晉級英格蘭足總盃半準決賽。但首席射手莱斯·费迪南德於1995年季後被賣到紐卡素後，韋健士一直未能找到合適填補人選，由於前線缺乏入球本錢，昆士柏流浪在1995/96年球季排第19位而失去英超席位。
昆士柏流浪降級後被傳媒大亨基斯·胡禮（Chris Wright）收購，而韋健士亦於1996/97年季初離隊。其後曾分別短暫效力韋甘比、喜百年、米禾爾及奧連特等球隊，於是季季末正式退役。

### 教練生涯
1997年韋健士成為富咸領隊，前英格蘭隊友奇雲·基瑾在他之下擔任營運總監。韋健士帶領這支花費龐大的球隊獲得乙組聯賽〈第三級〉第6位可以參加升級附加賽，但由於球季結束前的3場比賽全數敗北，主席穆罕默德·法耶茲（Mohamed Al-Fayed）一怒之下在附加賽展開前已將韋健士解雇，由奇雲·基瑾接手其職務，但富咸在附加賽準決賽兩回合累計1-2負於甘士比而無緣升級。自此韋健士與奇雲·基瑾存有芥蒂，不復當年在英格蘭代表隊的密切關係。
韋健士離開富咸後於1999年2月返回由球員兼領隊維埃里帶領的母會車路士出任教練之職，當時原任教練的格拉咸·歷斯（Graham Rix）因非禮罪被判入獄6個月，在歷斯出獄後，兩人共同分擔職務。2000年9月12日當維埃里在新球季展開僅比賽了5場即被車路士辭退後，韋健士與歷斯在新領隊雲尼亞里上任前共同在對莱斯特城的比賽擔任看守領隊之職。在雲尼亞里上任後，由於英語不靈光，由仍任教練而曾在意甲效力的韋健士擔任翻譯，於11月28日與歷斯一同被清洗離隊。2001年2月有傳韋健士將加盟樸茨茅夫出任教練。2001年5月2日維埃里加盟屈福特，同時引進舊部韋健士擔任助理領隊。2002年6月12日屈福特因縮減皮費而與韋健士提前解約。
翌年韋健士主要擔任足球評述工作，直到2003年10月15日才加盟米禾爾出任球員兼領隊的助手，首年即協助米禾爾殺入英格蘭足總盃決賽及獲得球隊歷來首次的歐洲足協盃參賽權，2004年11月3日加簽一年新約，2005年5月10日韋健士在韋斯辭後亦宣佈離隊，但韋健士曾於2006年3月到10月返回米禾爾擔任教練顧問。在待業期間韋健士繼續在天空體育（Sky Sports）評述足球。
韋健士自2005年8月開始協助彼得·泰萊執教英格蘭U21，在彼得·泰萊於2007年1月離職後，未有獲得繼任主教練（Stuart Pearce）留用。
2008年9月18日在史提夫·奇勒（Steve Clarke）離隊加盟韋斯咸後，韋健士重返車路士擔任一隊主教練史高拉利的助手。2009年2月9日當史高拉利被革除職務後，韋健士獲指派在英格蘭足總盃第五圈對屈福特一仗擔任看守領隊，車路士憑著安歷卡大演帽子戲法而以3-1獲勝，而候任領隊軒迪克則在看台上觀戰。
歷任史高拉利、軒迪克及安察洛堤三任副手的韋健士於2010年11月11日被車路士辭退，離隊原因沒有公佈。

## 國際賽入球
| # | 日期          | 場地                  | 對手     | 進球 | 比數 | 比賽         |
| - | ------------- | --------------------- | -------- | ---- | ---- | ------------ |
| 1 | 1979年6月13日 | 維也納，恩斯特·哈佩爾 | 奧地利   | 3-3  | 3-4  | 友誼賽       |
| 2 | 1980年6月12日 | 都靈，都靈奧林匹克    | 比利時   | 1-0  | 1-1  | 1980年歐國盃 |
| 3 | 1982年2月23日 | 倫敦，溫布萊          | 北愛爾蘭 | 3-0  | 4-0  | 本土錦標賽   |

## 榮譽
曼徹斯特聯
- 英格蘭足總盃：1983年；

格拉斯哥流浪
- 蘇格蘭超級聯賽冠軍：1988/89年；
- 蘇格蘭聯賽盃：1988/89年；

## 外部連結
- （英文）足球資料庫：韋健士的領隊統計數據
- （英文）englandstats.com：韋健士
- （英文）redcafe.net：韋健士

| 體育角色           | 體育角色                | 體育角色           |
| ------------------ | ----------------------- | ------------------ |
| 前任： 奇雲·基瑾   | 英格蘭代表隊隊長 1982年 | 繼任： 白賴仁·笠臣 |
| 前任： 森美·麥祺萊 | 曼徹斯特聯隊長 1982年   | 繼任： 白賴仁·笠臣 |